# Ortskapelle Oberthürnau

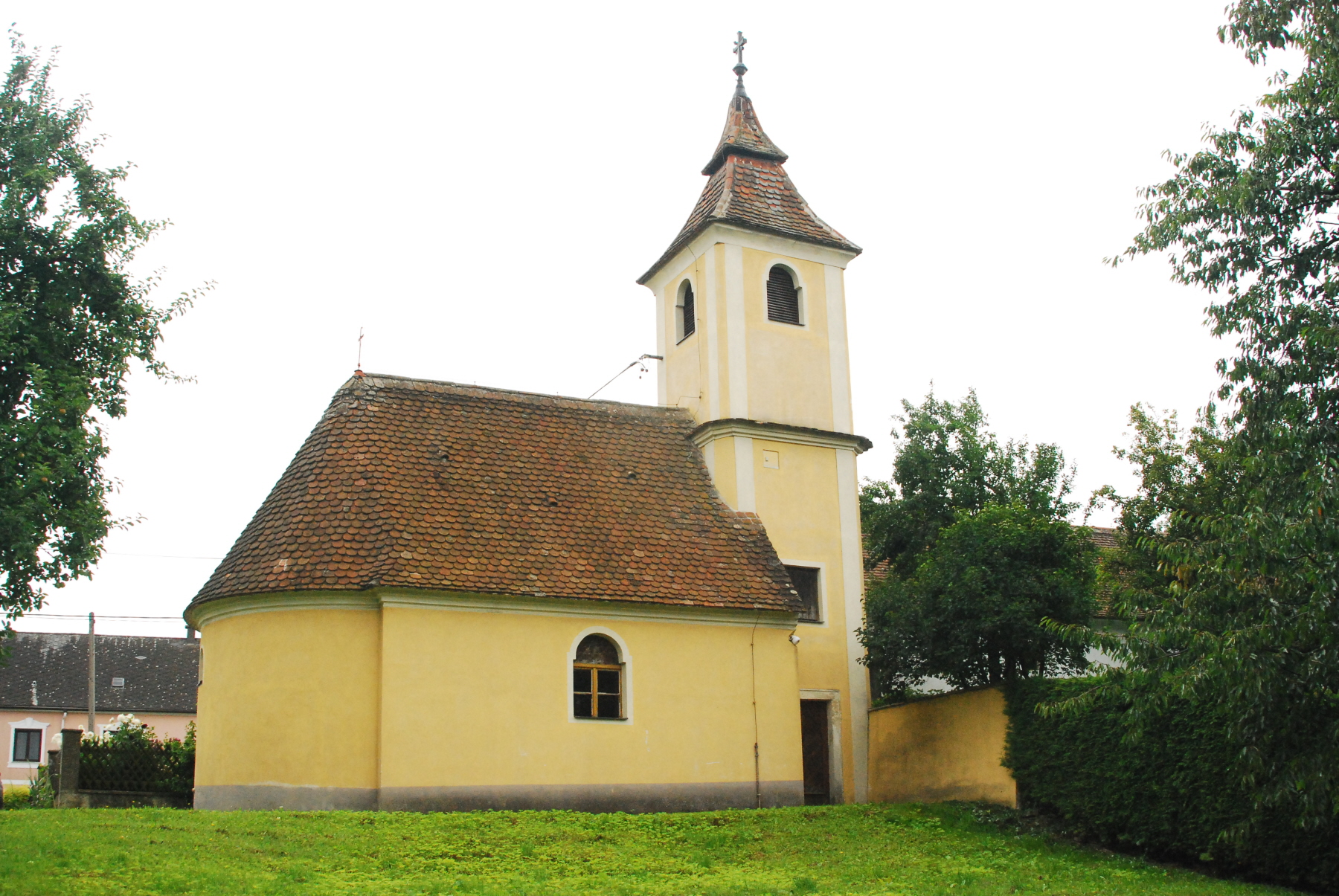
Ortskapelle von Oberthürnau

Die Ortskapelle von Oberthürnau ist eine in der österreichischen Kunsttopographie erwähnte und unter Denkmalschutz (Listeneintrag) stehende Kapelle in Niederösterreich.

## Geschichte und Beschreibung
Die Ortskapelle von Oberthürnau wurde gegen Ende des 18. beziehungsweise zu Beginn des 19. Jahrhunderts errichtet.
Das rechteckige Bauwerk besitzt an der Westseite einen vorgebauten Turm mit quadratischem Grundriss und an der Ostseite eine leicht eingezogene, halbkreisförmige Apsis. An den Längsseiten der innen flach gedeckten Kapelle befindet sich je ein rundbogiges Fenster.
Der Turm mit ziegelgedecktem Spitzdach besitzt abgefaste Kante und mit Lisenen eingefasste Seiten. Die Schallfenster wurden rundbogig ausgeführt.
Der Altar mit gedrehten Säulen und verkröpftem Gebälk stammt aus der Zeit um 1617.